# Repêchage des qualifications pour la Coupe du monde de rugby à XV 1999
Navigation
Repêchage Coupe du monde 2003
Le repêchage des qualifications pour la Coupe du monde de rugby à XV 1999 oppose du 6 mars au 4 mai 1999 sept équipes issues des qualifications régionales. Deux d'entre elles sont qualifiées pour la phase finale.

## Les équipes participantes
- Europe
  -  Géorgie
  -  Pays-Bas
  -  Portugal
- Afrique
  -  Maroc qualifié pour le second tour
- Amérique
  -  Uruguay
- Asie
  -  Corée du Sud
- Océanie
  -  Tonga

## Tour 1
Matches aller-retour de barrage à élimination directe. Le vainqueur est admis au repêchage qualificatif (Tour 2).
| Date       | Équipe hôte | Score | Score | Adversaire |
| ---------- | ----------- | ----- | ----- | ---------- |
| 06/03/1999 | Tonga       | 37    | 6     | Géorgie    |
| 28/03/1999 | Géorgie     | 28    | 27    | Tonga      |

Les Tonga sont qualifiés pour le Tour 2.
| Date       | Équipe hôte | Score | Score | Adversaire |
| ---------- | ----------- | ----- | ----- | ---------- |
| 13/03/1999 | Uruguay     | 46    | 9     | Portugal   |
| 03/04/1999 | Portugal    | 24    | 33    | Uruguay    |

L'Uruguay est qualifié pour le Tour 2.
| Date       | Équipe hôte  | Score | Score | Adversaire   |
| ---------- | ------------ | ----- | ----- | ------------ |
| 14/03/1999 | Pays-Bas     | 31    | 30    | Corée du Sud |
| 04/04/1999 | Corée du Sud | 78    | 14    | Pays-Bas     |

La Corée du Sud est qualifiée pour le Tour 2.

## Tour 2
Matches aller-retour de repêchage qualificatif
| Date       | Équipe hôte | Score | Score | Adversaire |
| ---------- | ----------- | ----- | ----- | ---------- |
| 18/04/1999 | Uruguay     | 18    | 3     | Maroc      |
| 01/05/1999 | Maroc       | 21    | 18    | Uruguay    |

L'Uruguay est qualifié (repêchage 2) pour la Coupe du monde de rugby à XV 1999.
| Date       | Équipe hôte  | Score | Score | Adversaire   |
| ---------- | ------------ | ----- | ----- | ------------ |
| 16/04/1999 | Tonga        | 58    | 26    | Corée du Sud |
| 04/05/1999 | Corée du Sud | 15    | 82    | Tonga        |

Les Tonga sont qualifiés (repêchage 1) pour la Coupe du monde de rugby à XV 1999.